# 3rd Base
Albums de Jamali
Yours Fatally
(2006)
Singles
- Knowing me knowing youmodifier

3rd Base est le dernier album en date du groupe pop/R&B sud-africain Jamali. L'album contient des pistes pop, R&B, Afrobeat et reggae.

## Liste des pistes de l'album
1. A Little Obsessed 3:58
2. Care Too Much 4:09
3. Damn (Be Your Girl) 4:19
4. Ghetto Love 4:20
5. Going Going Gone 3:35
6. I Can Love You 4:02
7. I Just Can't Help It 4:00
8. Knowing Me Knowing You 3:15
9. Life Is Going On 3:20
10. Maybe 4:05
11. Skut julle lywe 4:19
12. Work the Work 3:01

## Réception
Shaheema Barodien du site News24 émet un avis négatif quant à l'album, regrettant trop de similarités d'une chanson à l'autre.
L'album gagne le South African Music Awards (SAMA) de la meilleure chanson pop en anglais de 2009.